# Église commémorative de Crimée
L'église commémorative de Crimée (en anglais : Crimean Memorial Church  ou en Christ's Church) est une église anglicane du quartier de Beyoğlu à Istanbul. Il s'agit de l'église construite par les Britanniques en souvenir de la guerre de Crimée, dont les Anglais et l'Empire Ottoman étaient alliés. Elle a été construite en 1868 en style néo-gothique par l'architecte George Edmund Street (1824-1881). Elle est enregistrée comme zone protégée urbaine.